# Iota Cephei
Désignations
Iota Cephei (ι Cephei / ι Cep) est une étoile de  la constellation de Céphée. Sa magnitude apparente est de 3,52. D'après la mesure de sa parallaxe annuelle par le satellite Hipparcos, l'étoile est située à environ 115 années-lumière de la Terre. Elle se rapproche du Système solaire à une vitesse radiale de −12,8 km/s.
Iota Cephei est une géante orange de type spectral K0-III. C'est une étoile évoluée qui est actuellement membre du red clump, ce qui indique qu'elle génère son énergie par la fusion de l'hélium dans son noyau.

## Une future «étoile polaire»
En raison de la précession des équinoxes, Iota Cephei deviendra l'étoile polaire de l'hémisphère nord aux alentours de l'an 5 200 ; elle partagera ce rôle avec Beta Cephei (Alfirk) qui sera située à peu près à la même distance du pôle qu'elle. Les deux étoiles succéderont à Gamma Cephei (Errai) dans ce rôle et précèderont Alpha Cephei (Aldéramin).